# Милеев, Дмитрий Васильевич
Дми́трий Васи́льевич Миле́ев (22 августа 1878, д. Хвостиха, Симбирская губерния — 19 июля 1914, Межигорье, Киевская губерния) — русский архитектор-реставратор, археолог, пионер научной реставрации памятников архитектуры в России.

## Биография
Родился в 1878 году. Сын статского советника Василия Фёдоровича Милеева, был старшим из трёх детей. Младший брат Сергей (1898—1941(?)) — художник.
Среднее образование получил в 1888—1897 гг. в Роменском реальном училище в Полтавской губернии, где его отец преподавал естественные науки.
В 1898 году поступил на архитектурное отделение Высшего художественного училища при Императорской Академии художеств, которое окончил весной 1906 года со званием художника-архитектора. Состоял членом Императорской Археологической комиссии и Русского археологического общества. Его зарисовки памятников старины расцениваются как блестящие образцы архитектурной графики.
Осуществил обмеры и фотофиксацию (около 6000 негативов) множества деревянных храмов Русского Севера, впервые ввёл некоторые из них в научный оборот. Поскольку часть памятников к настоящему времени утрачена, составить представление об их облике теперь можно только благодаря исследованиям Милеева.
Во время посещения царской семьёй Костромы показывал Николаю II собор Ипатьевского монастыря. На основе исследований Милеева академик П. П. Покрышкин спас от обрушения колокольню Успенской церкви в Архангельске. Вместе с Н. М. Аристовым спроектировал церковь при подворье Калязинского Александро-Невского монастыря на Мартыновской улице.
В последний год жизни занимался раскопками Десятинной церкви в Киеве. Скоропостижно умер от сыпного тифа в возрасте 35 лет. В некрологах безвременная смерть Милеева отмечалась как крупная потеря для русской художественной культуры, ибо его научные труды «имели высокое культурное значение, а не были работами повседневности, принимаемыми в целях создания себе клиентуры».
Был похоронен в Межигорском монастыре.

## География работ
- Киев, раскопки Десятинной церкви (1908—1914);
- Архангельская губерния: Николо-Корельский монастырь, Елгомский погост (1911), перенос деревянной колокольни в Нижней Чухчерьме, перенос Ижемского храма на берегу Белого моря (1679);
- Архангельск: Церковь Успения на Бору (выпрямление крена колокольни в 1911 году);
- Вологодская губерния: Петропавловская церковь (1698) в селе Пучуга Вологодской губернии. В 1907 году осуществлены перенос и переборка деревянного храма;
- Кострома: церковь Воскресения на Дебре, в Ипатьевском монастыре звонница и Троицкий собор;
- Нижегородская губерния: Троицкий собор Макарьева Желтоводского монастыря.

## Сочинения
- «Древние полы в Киевском соборе Св. Софии». СПб. 1911 г. Отд. оттиск из «Сборника в честь графа А. А. Бобринского».